# Pseudochazara apollo
Pseudochazara apollo är en fjärilsart som beskrevs av Gross 1978. Pseudochazara apollo ingår i släktet Pseudochazara och familjen praktfjärilar. Inga underarter finns listade i Catalogue of Life.